# Filippinsångare
Filippinsångare (Phylloscopus nigrorum) är en fågel i familjen lövsångare inom ordningen tättingar.

## Utseende och läte
Filippinsångaren är en liten lövsångare. Den har mörk hjässa utan centralt hjässband, mörkt ögonstreck, ljust ögonbrynsstreck, ofta ett svagt vingband och vita yttre stjärtpennor. Färgen på fjäderdräkten varierar geografiskt: ögonbrynsstrecket kan vara gult, vitaktigt eller beigefärgat, ryggen brun eller olivgrön och buken vitaktig, gul eller gulstreckad. Sången består av en rullande serie med ljusa melodiska toner.

## Utbredning och systematik
Filippinsångare delas upp i sju underarter med följande utbredning:
- P. n. peterseni – Palawan
- P. n. benguetensis – norra Luzon
- P. n. nigrorum – södra Luzon samt nordcentrala och centrala Filippinerna
- P. n. diuatae – nordöstra Mindanao
- P. n. mindanensis – södra Mindanao
- P. n. malindangensis – berget Malindang på nordvästra Mindanao
- P. n. flavostriatus – berget Katanglad på nordcentrala Mindanao

Fågeln betraktades tidigare som en del av arten indonesisk sångare, men urskiljs allt oftare som egen art.

### Släktestillhörighet
DNA-studier visar att släktet Phylloscopus är parafyletiskt gentemot Seicercus. Dels är ett stort antal Phylloscopus-arter närmare släkt med Seicercus-arterna än med andra Phylloscopus (bland annat indonesisk sångare), dels är inte heller arterna i Seicercus varandras närmaste släktingar. Olika taxonomiska auktoriteter har löst detta på olika sätt. De flesta expanderar numera Phylloscopus till att omfatta hela familjen lövsångare, vilket är den hållning som följs här. Andra flyttar bland andra indonesisk sångare till ett expanderat Seicercus.

### Familjetillhörighet
Lövsångarna behandlades tidigare som en del av den stora familjen sångare (Sylviidae). Genetiska studier har dock visat att sångarna inte är varandras närmaste släktingar. Istället är de en del av en klad som även omfattar timalior, lärkor, bulbyler, stjärtmesar och svalor. Idag delas därför Sylviidae upp i ett antal familjer, däribland Phylloscopidae. Lövsångarnas närmaste släktingar är familjerna cettior (Cettiidae), stjärtmesar (Aegithalidae) samt den nyligen urskilda afrikanska familjen hylior (Hyliidae).

## Levnadssätt
Filippinsångaren hittas i bergsbelägen regnskog. Där födosöker den aktivt i skogens övre skikt, ofta i artblandade flockar.

## Status
IUCN erkänner den inte som art, varför den inte placeras i någon hotkategori.